# Bulbinella potbergensis
Bulbinella potbergensis är en grästrädsväxtart som beskrevs av Pauline Lesley Perry. Bulbinella potbergensis ingår i släktet Bulbinella och familjen grästrädsväxter. Inga underarter finns listade i Catalogue of Life.